# 穆拉 (布雷西亚省)

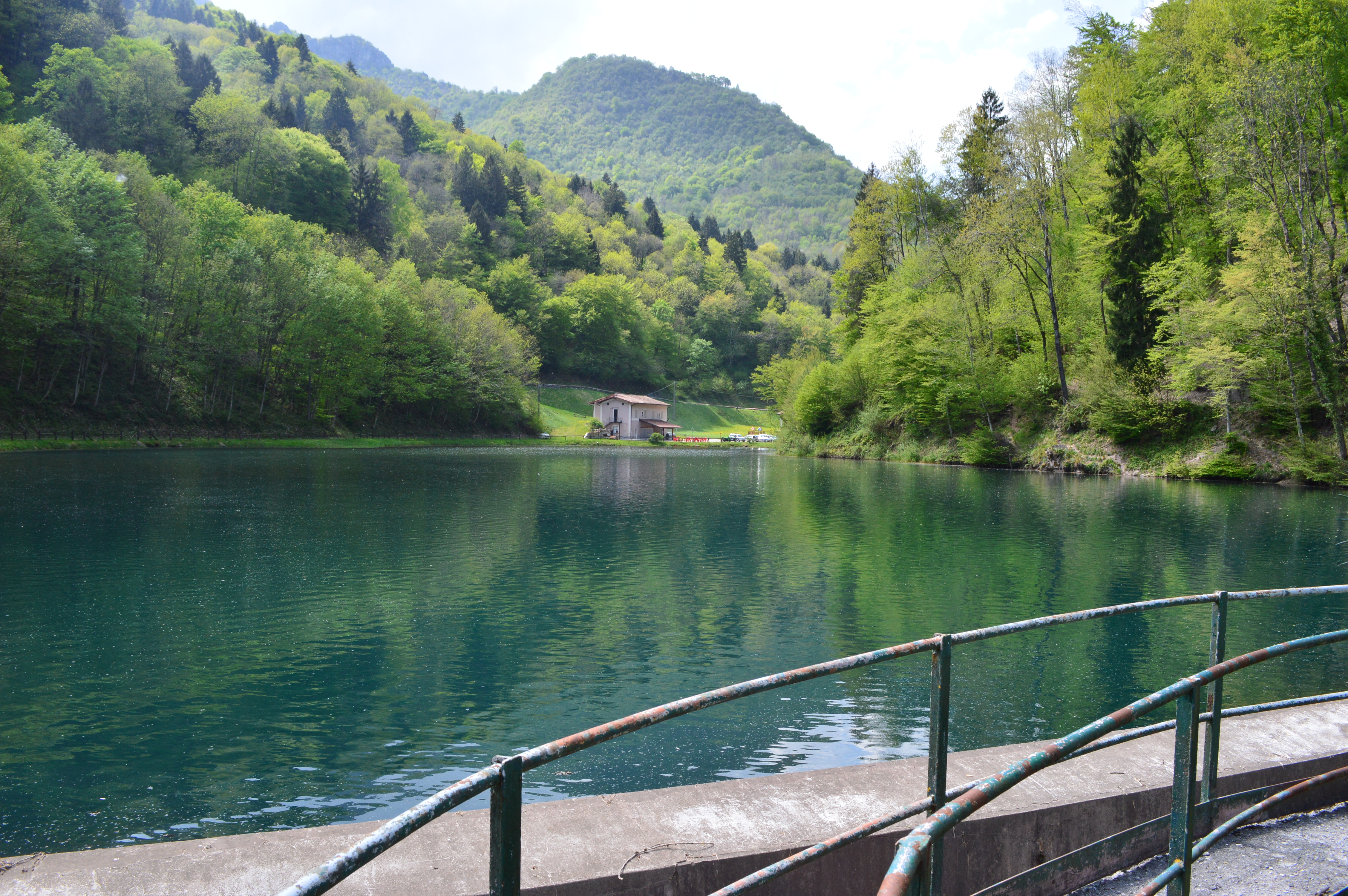
风景

穆拉（義大利語：Mura）是意大利伦巴第大区布雷西亞省的市镇。面积为12平方公里，人口数量为789人（2011年）。